# Pamexis bifasciata
Pamexis bifasciata är en insektsart som först beskrevs av Olivier 1811.  Pamexis bifasciata ingår i släktet Pamexis och familjen myrlejonsländor. Inga underarter finns listade i Catalogue of Life.